# Homocorpis
Homocorpis är ett släkte av skalbaggar. Homocorpis ingår i familjen bladhorningar.
Kladogram enligt Catalogue of Life:
| Homocorpis | \| \| Homocorpis achamas \| \| \| \| \| \| Homocorpis buckleyi \| \| \| \| |
|            | \| \| Homocorpis achamas \| \| \| \| \| \| Homocorpis buckleyi \| \| \| \| |
|            | Homocorpis achamas                                                         |
|            |                                                                            |
|            | Homocorpis buckleyi                                                        |
|            |                                                                            |